# جیم لوسینچی
جیم رامون لوسینچی (اسپانیایی: Jaime Ramón Lusinchi‎); (زادهٔ ۲۷ مه ۱۹۲۴ – درگذشته ۲۱ مه ۲۰۱۴) رئیس‌جمهور ونزوئلا بود. جیم لوسینچی در ۲۱ مه ۲۰۱۴، شش روز پیش از تولد ۹۰ سالگی‌اش درگذشت.